# Christoph Pechlin
Christoph Pechlin ist ein Roman von Wilhelm Raabe, der vom August 1871 bis zum September 1872 entstand und 1873 bei Ernst Julius Günther in Leipzig erschien. Nachauflagen erlebte Raabe 1890 und 1906.
Stuttgart, in den 1860er-Jahren: Der Theologe Dr. Christoph Pechlin aus Waldenbuch im Schönbuch erwählt die falsche Braut, spürt das aber erst nach der Verlobung.

## Inhalt
Der Pfarrerssohn Christoph Pechlin – ein leidenschaftlicher Maultrommelspieler – hatte einst in Tübingen zusammen mit Ferdinand, Freiherr von Rippgen aus Dresden, studiert. Pechlin hatte Theologie und von Rippgen Jura belegt. Ein „Studiengenosse“ aus Tübinger Jugendtagen ist Dr. Leopold Schmolke; inzwischen „berühmter internationaler“ Advokat in Frankfurt am Main.
Pechlin war aus dem Tübinger Stift ausgebrochen. Der ehemalige Stiftler, ein Möchtegern-Poet, schreibt als „hauptstädtisch-politischer und kriminalistischer Berichterstatter“ für zirka 25 schwäbische Lokalblätter von Heilbronn über Ulm bis Friedrichshafen.
Freund Ferdinand, der Königlich Sächsische Assessor, hat in seiner Heimat eine gute Partie gemacht und konnte den Dienst in Dresden quittieren. Er lebt mit seiner drei Jahre älteren Gattin Lucie, Tochter eines Seidenhändlers aus Loschwitz, in Stuttgart. Die Wohnungen der Freunde befinden sich im selben Haus auf zwei benachbarten Etagen. Lucie, die stattliche, imperatorische, kinderlose Gattin, wird immer dicker und Ferdinand immer dünner. Die Baronin kann den lauten Maultrommelspieler überhaupt nicht ertragen. Lucie meint, auch der Gatte bringe sie noch ins Grab. Dabei begehrt Pantoffelheld Ferdinand im ganzen Roman kein einziges Mal gegen die unnachgiebige Gemahlin auf. Aus der ehelichen Misere, ihrem Schicksal, könne die schwer geprüfte Baronin nur die britische Busenfreundin Miss Christabel Eddish erlösen. Lucie ruft also die Freundin brieflich aus München herbei. Die 30-jährige Miss Christabel, eine „hochgewachsene, hübsche Blondine“, befindet sich gerade auf der Reise nach Florenz. Am Rande der Theresienwiese begegnet Miss Christabel im Innern der Bavaria dem Sir Hugh Sliddery, Kapitän im 77. Infanterieregiment Ihrer Majestät Viktoria, Königin von Großbritannien und Irland. Miss Christabel stößt einen Schrei aus und Sir Hugh flüchtet über die Theresienwiese.
Die britische Jungfrau reist in Stuttgart an. Lucie ist entzückt.
Der schwäbische Extheologe unternimmt mit dem sächsischen Freund, dem Assessor außer Dienst, einen Ausflug nach Göppingen auf den Hohenstaufen. Das englische Fräulein und Lucie wählen dasselbe Ziel. Man begegnet sich auf dem Gipfel des geschichtsträchtigen Kegelberges. Pechlin findet die Engländerin „gar so übel nicht, a recht nettes, a ganz sauberes Mädle“. Man zerstreitet sich. Erbost verlassen die Damen die Herren, marschieren hinab in das Dorf und übernachten im „Lamm“. Nebenan im „Ochsen“ wird lautstark eine Hochzeit gefeiert.
Sir Hugh – aus Italien über die Viamala nach Deutschland unterwegs – war im Hotel Travi in Andeer dem Advokaten Dr. Schmolke begegnet. Im Speisesaal des Hotels hatte der internationale Anwalt dem Militär vorgehalten, ihm einiges verheimlicht – ja ihn sogar irregeführt – zu haben. Zum Beispiel hatte Sir Hugh dem Frankfurter Juristen ein gewisses Übereinkommen mit Miss Christabel verschwiegen. Nach Deutschland eingereist, war der Brite in die oben genannte Hochzeitsgesellschaft im „Ochsen“ hineingeraten. Die Feier artet in ein heftiges Handgemenge aus. Pechlin, der inzwischen mit Ferdinand abgestiegen und ebenfalls im „Lamm“ Quartier bezogen hat, geht hinüber in den „Ochsen“ und mischt „in dem heitern Durcheinander“ mit; greift auch Sir Hugh unter die Arme. Ferdinand bleibt bei den verängstigten Damen. Die Baronin und Miss Christabel wollen auf der Stelle von dem Sachsen gerettet werden; wollen nach Stuttgart zurück. Es ist mitten in der Nacht kein Fuhrwerk so ohne weiteres verfügbar. Während Pechlin weiter an dem ländlichen Vergnügen teilnimmt, das heißt, sich prügelt, durchschlägt der erste Stein ein Fenster der Gaststube im „Lamm“. Durch sein beherztes Auftreten glättet Pechlin die Wogen. Miss Christabel ist von solch einem Mann tief beeindruckt. Der Held darf ihr die Hand küssen. Die Baronin Lucie ist sprachlos. Als in dem Moment Sir Hugh in der Tür erscheint, fällt die Geküsste in Ohnmacht. Pechlin fängt die schöne Britin geistesgegenwärtig auf. Das Erstaunen der Baronin hält an. Pechlin kommt nicht mehr nach Hause. Er ist nach Obertürkheim gezogen; will in Miss Christabels Nähe bleiben. Das Paar lustwandelt am Neckarufer und verlobt sich. Aus dem vierschrötigen Exstiftler wird Schritt für Schritt ein stets gut angezogener, besser situierter Herr.
Als sich Pechlin und Miss Christabel mit Ferdinand und Lucie im Kursaal zu Cannstatt begegnen, schwenkt die Baronin um. Sie findet das Paar entzückend und wünscht Glück.
Auf einmal bittet Pechlin einen erfahrenen Ehemann, den sächsischen Freund, um Rat. Wie kann der Verlobte von Miss Christabel, dieser Vampirin, loskommen? Für einen Rat ist der überhöfliche, zurückhaltende Sachse immer gut. Er verweist auf den Freund Schmolke in Frankfurt. Man ersinnt einen glaubhaften Grund für die gemeinsame Reise in die Main-Metropole. Aber die beiden Damen reisen mit. Die zwei Paare suchen den „internationalen Ehestifter und Ehezertrenner“ in der Döngesgasse auf. Miss Christabel und Leopold Schmolke kennen sich. Der Advokat führt die Herrschaften in eine Pension. Darin lebt ein zirka sechsjähriger Junge. Es sieht ganz so aus, als ob es der Sohn von Miss Christabel und Sir Hugh ist. Die beiden stehlen sich aus der Verantwortung. Pechlin kümmert sich um das Kind.

## Zitat
„Jünglinge sind auch Jungfrauen,
Die mit Weibern sich nicht trauen“

## Form
Der Erzähler spricht von seiner Person mit Hochachtung: „Wir, der Geschichtsschreiber, …“ Spielerisch geht dieser „ritterliche Historiograph“ mit seiner Sprache um: Das Schicksal ist „hinterlistigschadenfrohhämischgrausam“. Wenn er eine englische Zunge Deutsch radebrechen lässt, erläutert der fremde Sprecher stets sein Vokabular in einem Nebensatz: „Du … mußt es mir nachher … zeigen … in deinem diary, deinem Tagbuch, …“ Der Erzähler weiht den Leser freimütig in seine strukturellen Dispositionen ein: „Daß dieses Wiederauftauchen des Kapitäns in einem neuen Kapitel behandelt werden muß, ist klar, und scheint uns das siebenzehnte ganz geeignet dafür zu sein.“ Zudem wird mitunter ein Blick in die Zukunft geworfen: „Auf einer späteren Seite dieses Buches werden wir den Leser in den Kursaal zu Cannstatt am Neckar führen …“ An Leser-Ermunterungen mangelt es nicht: „Das nächste Kapitel aber ist das achtzehnte und wird unbedingt auch ein sehr nettes und inhaltvolles werden.“ Der Erzähler kennt sich im Russischen aus.
Der Roman ist auf die Pointe hin geschrieben: Wenn Miss Christabel im Buch Sir Hugh Sliddery, das ist höchstwahrscheinlich der Vater ihres Jungen (siehe oben), begegnet, dann fragt sich der Leser, der von dem Kind noch nichts weiß: Warum können sich beide nicht ausstehen? Die Lösung steht am Romanende.
Einerseits sind Raabes Abschweifungen an die Adresse des Bildungsbürgers, meist als wortreiche Vorbereitung für eine simple Aussage getarnt, schier unerträglich. Bevor zum Beispiel die beiden Paare im 29. der 38 Kapitel im Kursaal zu Cannstatt aufeinander treffen, wird der Handlungszeitrahmen – also die Zeit um 1865 – verlassen und bis zur Zeit der Abfassung der Weda ausgeholt, nur, um den Portier an der Saaltür zu karikieren. Andererseits ist die seitenlange Wiedergabe der Wirtshausprügelei auf dem Tanzsaal im „Ochsen“ von Hohenstaufen ein meisterliches, schwer zu übertreffendes Gemälde volkstümlicher schwäbischer Lebensart im 19. Jahrhundert.

## Rezeption
- Meinerts und Hoppe[10] erwähnen die Äußerungen einiger Zeitgenossen Raabes. Edmund Hoefer findet 1873[11] in dem bei Hallberger in Stuttgart erscheinenden „Literaturfreund“ die Geschichte „toll, ausgelassen und kreuzfidel“. In der Leipziger Illustrirten Zeitung wird das Geschehen im Text zwar als etwas unwahrscheinlich eingestuft, doch es werden die Attribute „toll, abenteuerlich, derbkomisch und amüsant“ gefunden. Der Leipziger Rezensent kritisiert jedoch das nicht immer stilsichere Sächseln Ferdinands. Raabe habe das Bemängelte in der Nachauflage verbessert. Anlässlich der Nachauflage 1890 findet Moritz Necker 1891 in den Grenzboten ebenfalls lobende Worte. Die „anmutige“ Geschichte sei „munter“ erzählt. Aber Raabe übertreibe ein wenig. Ein gewisser A. W. ärgert sich 1890 in der Allgemeinen Konservativen Monatsschrift über die „unerträgliche Breite“ und hält das Werk für nicht sehr bedeutend.
- Neuere Äußerungen gehen mit einer Nebenbemerkung über den Roman hinweg.[12] Aber Jörg Thunecke hat 1980 „Raabes angelsächsische Sprachhaltung“ im Text untersucht.[13] Gemeint ist das ein wenig überhandnehmende Radebrechen des Briten Sir Hugh. Son-Hyoung Kwon[14] hat das Groteske in Raabes Spätwerk betrachtet.
- Meyen[15] nennt weiter führende Arbeiten: Hermann Marggraf (Leipzig 1873), Benno Rüttenauer (Leipzig 1890), Adolf Rude (Osterwieck 1903), Karl Geiger (Wolfenbüttel 1927) und Wilhelm Fehse (Braunschweig 1937).

## Ausgaben

### Erstausgabe
- „Christoph Pechlin. Eine internationale Liebesgeschichte von Wilhelm Raabe.“ 220 Seiten. Ernst Julius Günther, Leipzig 1873

### Verwendete Ausgabe
- Christoph Pechlin. Eine internationale Liebesgeschichte. S. 203–450, mit einem Anhang, verfasst von Hans-Jürgen Meinerts und Karl Hoppe, S. 485–515 in: Hans-Jürgen Meinerts (Bearb.): Der Dräumling. Christoph Pechlin. (2. Aufl.) Vandenhoeck & Ruprecht, Göttingen 1968. Bd. 10, ohne ISBN in: Karl Hoppe, Jost Schillemeit, Hans Oppermann, Kurt Schreinert (Hrsg.): Wilhelm Raabe. Sämtliche Werke. Braunschweiger Ausgabe. 24 Bde.

### Weitere Ausgaben
- Christoph Pechlin. Eine internationale Liebesgeschichte von Wilhelm Raabe.
  - 227 Seiten. Otto Janke, Berlin 1890 (2. Aufl.)[16]
  - 226 Seiten. Leinen. Fraktur. Otto Janke, Berlin 1906 (3. Aufl.)
  - 279 Seiten. Hermann Klemm, Berlin-Grunewald 1916 (4. Aufl.; 5. Aufl. 1921)